# Economía de transición
La economía de transición o economía en transición es la denominación de aquellos sistemas económicos que pretenden dar el paso de una economía centralizada (socialismo) a una economía de mercado (capitalismo descentralizado).

## Antiguas repúblicas de la URSS, países del Este y China
El proceso histórico más conocido es el iniciado en las antiguas economías planificadas de la antigua URSS, Europa del Este y la República Popular China, entre otras, hacia la década de los 80 y 90 por el conjunto de reformas económicas y políticas conocidas como perestroika y glasnost en la antigua URSS, con Gorbachov como presidente, o como socialismo con características chinas en China, a partir de 1978, bajo el gobierno de Deng Xiaoping, y que tuvo consecuencias similares en otras antiguas economías planificadas de Estados satélites.
Este proceso pondría fin en estos estados a su anterior sistema basado en la propiedad estatal de los medios de producción, el monopolio del comercio exterior y los planes quinquenales, dando lugar a las políticas de privatización y a la introducción y extensión de la propiedad privada en diversos sectores de la economía, que caracterizarán al posterior período post-comunista. El nivel de aplicación o continuidad de estas medidas ha sido variable de país a país.

## Países subdesarrollados y países en vías de desarrollo
En ocasiones también se utiliza el término para países con economías capitalistas subdesarrolladas que pretenden convertirse en economías en vías de desarrollo, emergentes o desarrolladas.